# 西辺来龍 DRAGON FROM THE WEST
『西辺来龍 DRAGON FROM THE WEST』（さいへんらいりゅう ドラゴン・フロム・ザ・ウェスト）は、日本の音楽ユニットB'zのギタリスト松本孝弘がリリースした4作目のオリジナルアルバムである。2002年2月27日に『華』と同時発売された。

## 解説
1992年に発売された『Wanna Go Home』からおよそ10年ぶりとなるインストゥルメンタル・アルバム。「TAK MATSUMOTO」名義で発売された（『華』は、「松本孝弘」名義での発売）。
『華』と比較するとロック・テイスト溢れる曲が多く収録されており、それまでのソロ作品の路線を踏襲したものとなっている。サウンド面においては、松本曰く「生で演るとギタリストの自己満足的なものになってしまう」ということで、打ち込みが中心になっている。
アルバムタイトルは、東洋の象徴としての龍に加えて、大阪でレコーディングすることが多かったので「西（大阪）から」という意味から名づけている。

## 収録曲
1. SACRED FIELD(2:56) 　 　 
  - 2001年4月からフジテレビ系『感動ファクトリー すぽると!』のテーマソングとして使用されていた楽曲[2]。本作で初音源化となった。また、『B'z LIVE-GYM 2001 "ELEVEN"』でも披露されていた。
2. FIGHTING BULL(3:49)
  - テレビ番組のBGMとして使用されることがある[3]。
3. DRAGON FROM THE WEST(4:17)
  - オリエンタルなメロディーのタイトル・ナンバー。ワウを用いて演奏している。
4. NOTTEKE(2:50)
  - リードパートとリズムパートが完全に左右に振り分けられているのが特徴となっている。
5. Riverside Blues(4:40)
  - この曲と「Trinity」は、生演奏が主体になっている。
6. Trinity(3:40)
  - フジテレビ系『'99 F1グランプリ』エンディングテーマに使用されていた。
  - アルバム『Strings Of My Soul』では、表記が「TRINITY」となって収録されている。

## タイアップ
- フジテレビ系『感動ファクトリーすぽると!』オープニングテーマ(#1)
- フジテレビ系『1999 F1グランプリ』エンディングテーマ(#6)
- フジテレビ系『2000 F1グランプリ』エンディングテーマ(#6)

## 参加ミュージシャン
- 松本孝弘：ギター、全曲作曲・編曲
- 徳永暁人：ベース（#2-4）、編曲（#2-5）
- 池田大介：編曲（#1.6）
- t2o：編曲（#3）
- 岡本郭男：ドラム（#5）
- 山木秀夫：ドラム（#6）
- 渡辺直樹：ベース（#5）
- バカボン鈴木：ベース（#6）
- 小野塚晃（from DIMENSION）：アコースティック・ピアノ（#5.6）
- 篠崎STRINGS：ストリングス（#6）